# Р-9
Р-9/8к75/(SS-8 по класификация на НАТО)/Sasin е двустепенна МКБР балистична ракета, конструкция на Корольов. Проектирана през 1959 и тествана за пръв път през 1961 г. Р-9 е била голям напредък в сравнение с по-ранни съветски разработки.